# Fundação Getulio Vargas
A Fundação Getulio Vargas (FGV) é uma instituição brasileira privada de ensino superior, fundada em 20 de dezembro de 1944 com o objetivo inicial de preparar pessoal qualificado para a administração pública e privada do país. Tem sede na cidade do Rio de Janeiro.
A instituição oferece cursos de graduação e pós-graduação (mestrado profissional, mestrado acadêmico e doutorado) em administração pública, administração de empresas, economia, direito, ciências sociais, matemática aplicada, ciência de dados e relações Internacionais além de manter sua sede no Rio de Janeiro, com filiais em Brasília e em São Paulo, oferecendo também cursos em cerca de 100 cidades do Brasil, por meio de uma rede de instituições conveniadas, com cursos de Educação Executiva, de Extensão e MBAs em diversas áreas do conhecimento.
Em 2016, foi considerada uma das 10 melhores think tanks do mundo, ocupando o 9º lugar, e conquistou a liderança na América Latina pelo oitavo ano consecutivo, segundo o 2016 Global Go To Think Tank Index Report, produzido pela Universidade da Pensilvânia, nos Estados Unidos.
E em 2020, ocupa a 3ª posição entre os think tanks mais importantes do mundo, aumentando a sua liderança na América Latina pelo décimo segundo ano consecutivo, segundo o 2020 Global Go To Think Tank Index Report, além de ser o 1º think tank mais bem administrado do mundo pelo 5º ano consecutivo, sendo top 10 em 10 categorias avaliadas, e de ocupar outras posições de excelência como o 3º melhor centro de estudos regionais, 4º melhor para políticas sociais, 4º em to watch e 5º em melhor conferência em think tank.
A FGV também mantém mais de 90 Centros de Estudos e Pesquisas.

## História
Com a reforma administrativa ocorrida durante o Estado Novo, foi criado o Conselho Federal do Serviço Público Civil (CFSPC) e a Comissão Permanente de Padronização através da Lei nº 284/1936, com o intuito de promover uma racionalização administrativa, para organizar e aperfeiçoar os serviços públicos, bem como instituir o sistema de mérito na administração de recursos humanos.
Em 1938, foi criado o Departamento Administrativo do Serviço Público (DASP), que tinha como princípios a admissão no serviço público com base no mérito e na competência, buscando romper com o patrimonialismo praticado na República Velha.
Foi editado o Decreto-Lei nº 6.693/1944, dispondo sobre a criação de uma entidade responsável pelo estudo da organização racional do trabalho e pelo preparo de pessoal para as administrações pública e privada. Apesar de criada por decreto-lei, a Fundação Getúlio Vargas foi registrada como instituição privada em 20 de dezembro de 1944 por Luiz Simões Lopes, presidente do DASP. 
A instituição recebeu uma dotação especial cinco milhões de cruzeiros que o Governo Federal disponibilizou para concretizar o projeto, além de receber doações de governos estaduais, prefeituras, outras entidades públicas e privadas e de pessoas físicas para sua constituição.
Luiz Simões Lopes foi o primeiro diretor da FGV, ficando no cargo até 1992.
A FGV alimentou o debate sobre problemas econômicos brasileiros, atuando na área econômica em 1946, com um grupo liderado por Eugênio Gudin, que elaborou o primeiro balanço de pagamentos do país e o levantamento da renda nacional. Em 1951, o núcleo deu origem ao Instituto Brasileiro de Economia (Ibre), que é o responsável pelo IGP (Índice Geral de Preços), além de outros índices como o Índice Geral de Preços - Mercado (IGP-M), o Índice de Preços ao Produtor Amplo (IPA), o Índice de Preços ao Consumidor (IPC) e o Índice Nacional de Custos de Construção (INCC).
Em 1952, foi inaugurada a Escola Brasileira de Administração Pública (Ebap).
Em 1954, foi criada a Escola de Administração de Empresas de São Paulo (Eaesp) a partir de um convênio com a Michigan State University. 
Em 1961, o Ibre gerou o Centro de Aperfeiçoamento de Economistas, transformado na Escola de Pós-Graduação em Economia (EPGE) em 1966.
Em 1962, durante o governo João Goulart, a FGV promoveu uma reforma no Ministério da Fazenda e na área tributária.
A FGV também foi responsável pela criação do Cadastro Geral de Contribuintes (CGC), mudanças no imposto de renda, transformou o Imposto sobre Consumo em Imposto sobre Produtos Industrializados (IPI), introduziu o processamento eletrônico dos dados fiscais e modernizou a coleta de impostos.
Em 1973, foi criado o Centro de Pesquisa e Documentação de História Contemporânea do Brasil (CPDOC), o qual mantém a Escola Superior de Ciências Sociais. No ano seguinte, é criada a FGV Editora.
Em 2002, foram criadas as Escolas de Direito do Rio de Janeiro e de São Paulo.
Em 2011, foi criada a Escola de Matemática Aplicada (EMAp), com o objetivo de desenvolver a matemática contemporânea, adaptada aos desafios da era da informação e do conhecimento. 
A FGV também é responsável pela elaboração e aplicação de exames de admissão em concursos públicos em todo o país, além do Exame da Ordem dos Advogados do Brasil.

## Escolas e unidades
A Fundação Getulio Vargas conta com Escolas, Unidades, Diretorias, além de mais de 90 Centros de estudos e pesquisas. 
Escolas

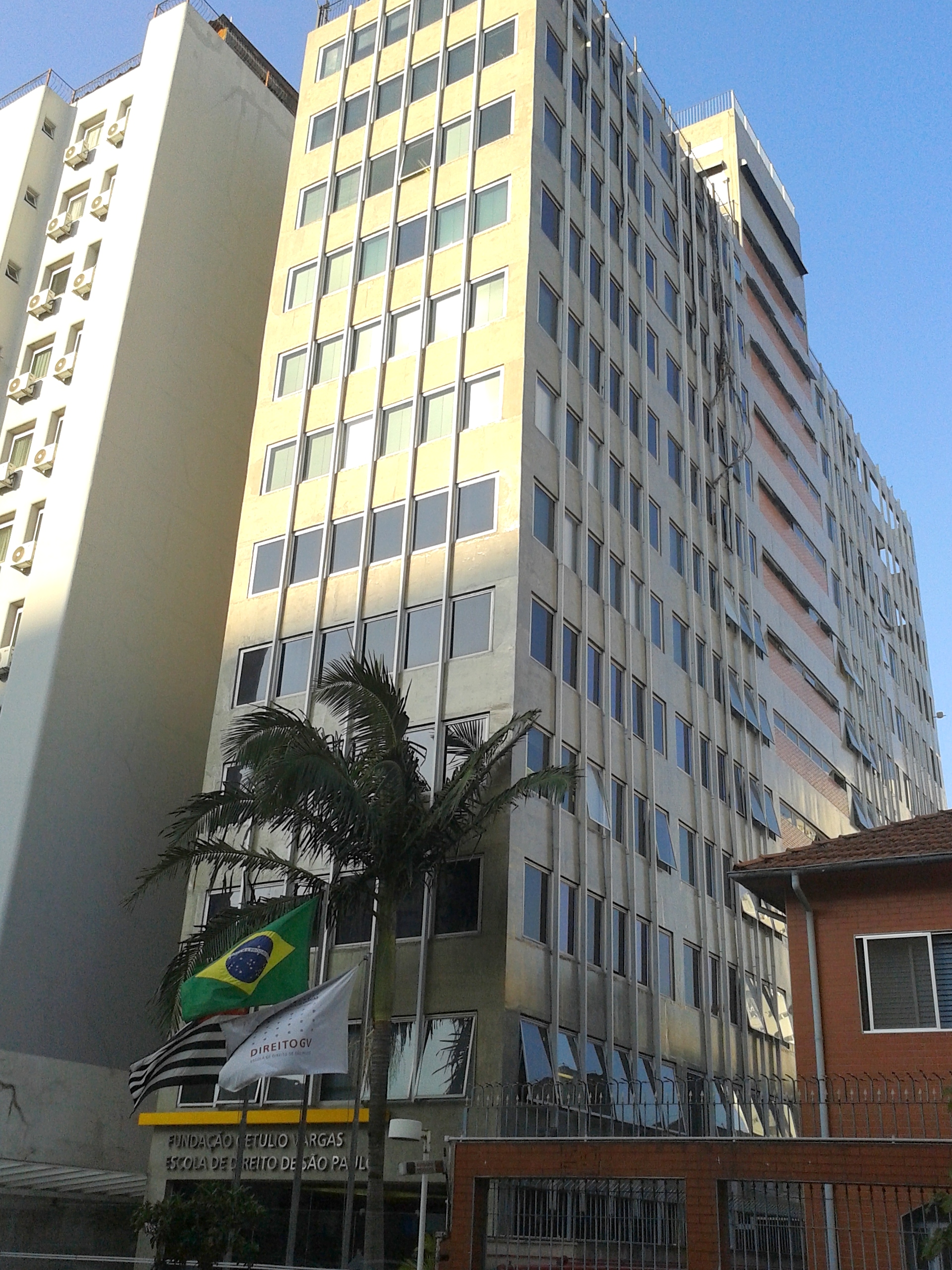
Escola de Direito de São Paulo (FGV Direito SP).

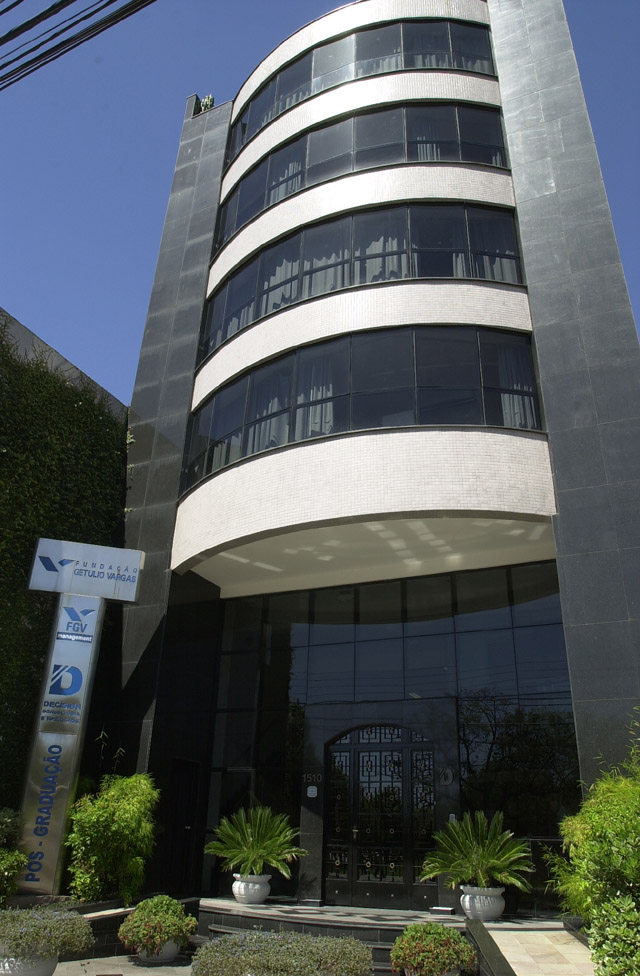
A fachada do prédio da Fundação Getulio Vargas (FGV) em Porto Alegre.

- Escola Brasileira de Administração Pública e de Empresas (FGV EBAPE)
- Escola Brasileira de Economia e Finanças (FGV EPGE)
- Escola de Administração de Empresas de São Paulo (FGV EAESP)
- Escola de Ciências Sociais (FGV CPDOC)
- Escola de Políticas Públicas e Governo (FGV EPPG)
- Escola de Direito do Rio de Janeiro (FGV Direito Rio)
- Escola de Direito de São Paulo (FGV Direito SP)
- Escola de Economia de São Paulo (FGV EESP)
- Escola de Matemática Aplicada (FGV EMAp)
- Escola de Relações Internacionais (FGV RI)
- Escola de Comunicação, Mídia e Informação (FGV ECMI)

Unidades
- FGV Editora
- FGV Projetos[14]
- Instituto Brasileiro de Economia (FGV IBRE)[15]
- Instituto de Desenvolvimento Educacional (FGV IDE)
- Sistema de Bibliotecas[16]

Diretorias
- Diretoria de Controles Internos (FGV DCI)
- Diretoria de Estudos de Novos Negócios (FGV DENN)
- Diretoria de Comunicação e Marketing (FGV DICOM)
- Diretoria de Operações (FGV DO)
- Diretoria Internacional (FGV DINT)
- FGV Pró-Reitoria
- Núcleo de Prospecção e Inteligência Internacional (FGV NPII)
- Rede de Pesquisa e Conhecimento Aplicado

Centros de Estudo e Pesquisas
- Câmara FGV de Mediação e Arbitragem
- Centro de Estudos em Regulação e Infraestrutura (CERI)
- Centro de Estudos em Sustentabilidade (FGVces)
- Centro para o Desenvolvimento da Matemática e Ciência (FGV CDMC)
- Comitê de Cooperação Empresarial e Centro de Economia Mundial (FGV CCE + CEM)
- FGV Crescimento & Desenvolvimento
- FGV Energia
- FGV Ensino Médio
- FGV Social

## Bibliotecas

### Biblioteca Mario Henrique Simonsen
Criada em dezembro de 1945, como Biblioteca Central, passou a denominar-se Biblioteca Mario Henrique Simonsen em dezembro de 1997 em homenagem a Mario Henrique Simonsen, ex-Ministro da Fazenda e Vice-Presidente da Fundação Getulio Vargas, falecido no mesmo ano. Possui acervo nas áreas de Administração, Ciência Política, Direito, Economia, Finanças, História do Brasil e Sociologia e conta com mais de 80 mil títulos em livros, publicações eletrônicas, DVDs e fotografias, além de 64 mil cópias de periódicos e 8 mil monografias. Utiliza o sistema informatizado de gerenciamento de bibliotecas virtuais.

### Biblioteca Karl A. Boedecker
A Biblioteca Karl A Boedecker foi criada em 1954 com o objetivo de fornecer apoio bibliográfico às atividades de ensino e pesquisa, desenvolvidas pelas Escolas da FGV em São Paulo. Possui um acervo é especializado nas áreas de Administração, Economia, Negócios, Direito e Ciências Sociais. Conta com mais de 60 mil títulos em livros, DVDs, fotografias e publicações eletrônicas, além de quase 40 mil cópias de periódicos e 9 mil monografias. Utiliza sistema informatizado de gerenciamento de bibliotecas virtuais.

### Biblioteca Brasília
A Biblioteca Brasília dispõe de cerca de 6.050 livros, 32 títulos de periódicos nacionais e o acesso a serviços de bases de dados nacionais e internacionais de periódicos. É voltada em cursos de Ciências Sociais com ênfase nas áreas de Administração e Economia. Utiliza o sistema informatizado de gerenciamento de bibliotecas virtuais.

## Pesquisa aplicada

### FGV Online
O FGV Online foi criado em 2000, com a missão de desenvolver e gerenciar tecnologias, metodologias e soluções específicas de ensino a distancia, sob a responsabilidade acadêmica das escolas e dos institutos da FGV, no âmbito nacional e internacional, liderando e inovando em serviços educacionais de qualidade. Sua visão é ser referência internacional na distribuição de produtos e serviços educacionais inovadores e de alta qualidade no ensino a distância. Atende alunos de graduação, pós-graduação e MBA, executivos e empreendedores, além das universidades corporativas que desenvolvem projetos de e-learning.

### FGV in company
O FGV in company é o Programa da Fundação Getulio Vargas responsável pela customização do conteúdo desenvolvido pela FGV para atender às demandas de empresas, universidades corporativas, organizações públicas e entidades do terceiro setor. Trabalhando em parceria com o cliente para identificar suas necessidades de treinamento, o FGV in company está sempre focado nos melhores resultados. Oferece cursos totalmente presenciais ou mesclados com ferramentas de ensino a distância, por intermédio do FGV Online; 95 das 500 maiores empresas atuantes no Brasil estão no portfólio de clientes do FGV in company;

### Certificação de Qualidade
O Programa de Certificação de Qualidade foi criada em 2005, com o objetivo de compartilhar o ensino FGV com os cursos de graduação de outras instituições do país. Além de contarem com a tecnologia educacional da Fundação Getulio Vargas, as instituições certificadas compartilham da credibilidade do ensino FGV, e seus alunos, ao se formarem, atendendo aos nossos critérios de avaliação, recebem uma declaração conjunta da IES e da FGV. O Programa é aberto a todas as Instituições de Ensino Superior do país que atendem às exigências de qualidade da FGV e que almejam desenvolver pelo país um ensino de excelência com o padrão de qualidade FGV.

### FGV Projetos
Fundada em 2005, a FGV Projetos é a unidade de extensão de ensino e pesquisa da Fundação Getulio Vargas, responsável pela aplicação do conhecimento acadêmico, gerado e acumulado em suas escolas e institutos. Com mais de 30 anos de experiência assessorando instituições brasileiras, a FGV Projetos reúne capacidade técnica, metodologia e corpo técnico capazes de contribuir para a eficiência das práticas gerenciais e econômicas de organizações públicas, empresariais e do terceiro setor, no Brasil e exterior. Desenvolve estudos, projetos, certificação e concursos, a partir de experiências consolidadas por professores, especialistas e coordenadores da FGV. Áreas de conhecimento: Agronegócio, Comunicação, Mídia e Tecnologia, Consumo e Varejo, Cultura, Educação, Energia, Esportes, Indústria, Justiça, Saúde, Segurança, Serviços, Sustentabilidade e Responsabilidade Social, Transportes, Turismo.

## Operação Sofisma
Em 17 de novembro de 2022, a Fundação Getulio Vargas e integrantes da família Simonsen foram alvos da Operação Sofisma, da Polícia Federal. A investigação parte de uma delação premiada feita em 2019 por Carlos Miranda. A operação investiga se a FGV foi utilizada por órgãos federais e estaduais para emitir pareceres que "mascarassem o desvio de finalidade de diversos contratos que resultaram em pagamento de propinas". Em nota, a FGV alegou que foi surpreendida pela ação e que a instituição e seus dirigentes são alvos de perseguição.